# Krystian Heffner
Krystian Heffner (ur. 10 października 1951 w Rybniku) – polski geograf, ekonomista, specjalizujący się w geografii społeczno-ekonomicznej, gospodarce przestrzennej, planowaniu przestrzennym, zagospodarowaniu przestrzennym obszarów wiejskich; nauczyciel akademicki związany z uczelniami w Katowicach, Opolu i Łodzi.

## Życiorys
Dzieciństwo i wczesną młodość spędził w Rybniku. W 1974 roku ukończył studia na Uniwersytecie Wrocławskim, uzyskując dyplom magistra geografii. Następnie podjął studia doktoranckie na Politechnice Wrocławskiej, uzyskując w 1978 roku stopień naukowy doktora nauk technicznych. W tym samym roku został zatrudniony jako asystent, a następnie adiunkt i profesor nadzwyczajny w Instytucie Śląskim w Opolu. W 1992 roku uzyskał stopień naukowy doktora habilitowanego nauk przyrodniczych w zakresie geografii o specjalności geografia ekonomiczna i polityczna, na podstawie pracy pt. Śląsk Opolski. Proces przekształceń ludnościowych i przestrzennych systemu osadnictwa wiejskiego, którą obronił w Instytucie Geografii i Przestrzennego Zagospodarowania im. Stanisława Leszczyckiego PAN w Warszawie. W latach 1994–2004 zatrudniony był także w Katedrze Geografii Politycznej i Regionalnej Instytutu Geografii Społeczno-Ekonomicznej i Organizacji Przestrzeni na Wydziale Nauk Geograficznych Uniwersytetu Łódzkiego. W 1998 roku otrzymał stanowisko profesora nadzwyczajnego w Katedrze Badań Strategicznych i Regionalnych Akademii Ekonomicznej w Katowicach. Od 2004 roku kieruje na tej uczelni Katedrą Gospodarki Przestrzennej na stanowisku profesora zwyczajnego. Tytuł naukowy profesora nauk ekonomicznych uzyskał w 2001 roku.
W latach 1991–1996 pełnił funkcję dyrektora Instytutu Śląskiego w Opolu. W tym czasie dokonał zasadniczej restrukturyzacji tej instytucji naukowej pod względem naukowo-badawczym i organizacyjnym. Od 1999 roku pracuje na stanowisku profesora w Instytucie Rozwoju Wsi i Rolnictwa PAN w Warszawie. Od połowy lat 90. XX wieku związany jest także z Politechniką Opolską, gdzie w latach 2005–2010 pełnił funkcję prodziekana do spraw nauki Wydziału Zarządzania i Inżynierii Produkcji.

## Dorobek naukowy
Jego zainteresowania badawcze skupiają się wokół problematyki związanej z pograniczem ekonomii i geografii. Specjalizuje się on w geografii społeczno-ekonomicznej, gospodarce przestrzennej, planowaniu przestrzennym oraz zagospodarowaniu przestrzennym obszarów wiejskich. Ma na swoim koncie ponad 300 prac, w tym 30 wydanych zagranicą
. Wypromował jak dotychczas 6 doktorów. Do ważniejszych jego publikacji należą:
- Brzeg - historia i współczesność, Opole 1987.
- Instytut Śląski 1934-1994, Opole 1994.
- Małe miasta - studium przypadków, Łódź 2006.
- Analiza ekonomiczno-przestrzenna, Katowice 2007.
- Drugie domy w rozwoju obszarów wiejskich, Warszawa 2011.

## Odznaczenia
- Złoty Krzyż Zasługi (2001)[5]